# (467071) 2016 DW19
(467071) 2016 DW19 es un asteroide perteneciente al cinturón de asteroides, descubierto el 1 de marzo de 2008 por el equipo Spacewatch desde el Observatorio Nacional de Kitt Peak (Arizona, Estados Unidos).